# Colonia Santa María
Colonia Santa María is een plaats in het Argentijnse bestuurlijke gebied Utracán en Guatraché in de provincie La Pampa. De plaats telt 401 inwoners.